# Raymond Aron
Raymond Aron [rémon aron], celým jménem Raymond-Claude-Ferdinand Aron (14. března 1905, Paříž – 17. října 1983, tamtéž) byl francouzský filosof, sociolog a politolog, obhájce liberalismu. Věnoval se hlavně dějinám sociologie, filosofii dějin, kritice totalitarismu a analýze moderní společnosti.

## Život
Narodil se v pařížské židovské rodině, v letech 1924–1928 studoval na École normale supérieure a v letech 1930 až 1933 v Německu, v Kolíně nad Rýnem a v Berlíně. Roku 1938 promoval pracemi o filosofii dějin a o současné teorii dějin v Německu. Po pádu Francie odešel za de Gaullem do Velké Británie, kde redigoval časopis „Svobodná Francie“. Po válce se vrátil do Paříže a psal politické komentáře pro Combat, Le Figaro a L’Express a přednášel na École nationale de l'administration a Institut d'études politiques. Pro svůj kritický postoj k marxismu byl teprve roku 1955 jmenován profesorem na Sorbonně. Roku 1968 přešel na École des hautes études en sciences sociales (EHESS), kde byl jeho asistentem Pierre Bourdieu. Roku 1970 byl povolán na College de France. Roku 1978 byl vyznamenán Goethovou cenou ve Frankfurtu nad Mohanem.

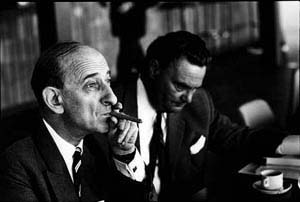
Raymond Aron

## Dílo
Aron napsal přes 40 knih a množství esejů a článků. Mezi nejdůležitější patří:
- Úvod do filosofie dějin (1938)
- Člověk proti tyranům (1944)
- Opium intelektuálů (1955) – nejznámější dílo věnované ideologii marxismu. Popisuje tři „mýty“ (levice, revoluce, proletariát), kriticky analyzuje historický materialismus a hledá důvody, proč intelektuály tato ideologie tolik fascinuje. Název je parafrází citátu Karla Marxe, že náboženství je opium lidstva.
- Mír a válka mezi národy (1962)
- Třídní boj (1964)
- Esej o svobodách (1965)
- Demokracie a totalitarismus (1965)
- Etapy sociologického myšlení (1967)
- Dějiny a dialektika násilí (1973)
- Obrana dekadentní Evropy (1977)
- Poslední léta století (1984)
- Marxův marxismus (2002)